# Xiaomi Redmi Note 4
Xiaomi Redmi Note 4 — четвертий смартфон серії Redmi Note, розроблений компанією Xiaomi Inc., вона є частиною бюджетної лінії смартфона Xiaomi. Випускається у двох варіантах: стара версія продається як старий Redmi Note  4 з Mediatek MT6797 Helio X20 SOC і модернізована версія, що продається як Redmi Note 4X і Redmi Note 4 (де версія MTK не була випущена) живиться від Octa-core MSM8953 Qualcomm Snapdragon 625 SOC. Redmi Note 4 замінила новіша модель Xiaomi Redmi Note 5.

## Історія
У січні 2017 року версія Xiaomi Redmi Note 4X із Snapdragon стала першим великим запуском компанії. Він вийшов з 2 ГБ оперативної пам'яті + 32 ГБ вбудованої пам'яті eMMC, 3 ГБ оперативної пам'яті + 16 або 32 ГБ eMMC і 4 ГБ оперативної пам'яті + 64 ГБ eMMC. У телефоні є 5,5-дюймовий дисплей Full HD IPS - роздільна здатність 1080 x 1920 з точністю до 401ppi.   Дисплей також обіцяє мати коефіцієнт контрастності 1000: 1 і 72% покриття колірної гами NTSC. 
14 лютого 2017 року, поряд з китайським випуском Redmi Note 4X, Xiaomi випустила лімітований набір телефонів, у яких зображено Hatsune Miku. Набір містив індивідуальну коробку, телефон, захисний футляр. 
У жовтні 2017 року Лей Цзюнь оголосив, що продажі Redmi Note 4X перевищили 20 мільйонів одиниць по всьому світу, а його репутація була гарною.
Компанія оголосила про те, що в Індії у 2017 році було продано 9,624,110 одиниць Redmi Note 4, і що вона була одним з найбільш продаваних смартфонів в останньому кварталі 2017 року.
Пристрій продавався понад 10 мільйонів одиниць тільки в Індії. 

## Технічні характеристики

### Апаратне забезпечення
Xiaomi Redmi Note 4 — кодове ім'я nikel обладнаний процесором MediaTek MT6796 Helio X20 і GPU Mali-T880 MP4. Він працює на MIUI 8 (оновлено до MIUI 10.2) на базі Android 6.0. Глобальний 4 та 4X у Китаї (кодове ім'я mido) мають Octa-Core 2.0 ГГц процесор Snapdragon 625 і GPU Adreno 506.  Він випускається MIUI 8 (оновлений до MIUI 11) на базі Android 6.0.1, пізніше оновлений до Android 7.0. Всі варіанти включають 5,5 дюйм (140 мм) 1080p дисплей, 2 ГБ, 3 ГБ або 4 ГБ оперативної пам'яті, 16 ГБ, 32 ГБ або 64 ГБ eMMC 5.0 Flash, передня камера 5 МП, незнімна батарея Li-Po 4100 mAh і підтримує мережі 802.11a / b / g / n на обох 2.4 і 5   Діапазони ГГц.  Телефони також підтримують дві SIM-карти або SIM-карту + карту microSDHC, оскільки одна SIM-карта і карта microSDHC мають спільний лоток для лотка. 
Ще однією помітною особливістю телефону є наявність сенсора відбитка пальця на задній панелі, який також можна використовувати для зйомки зображень через передню або задню камери. 
Redmi Note 4 має гвинти поряд з портом microUSB, що дозволяє легко отримати доступ до внутрішніх компонентів. Redmi Note 4X не має цих комплектів гвинтів. 

### Програмне забезпечення
Redmi Note 4 на MediaTek постачався з MIUI 8 на базі Android 6.0, який був оновлений до MIUI 10.
Redmi Note 4 на Qualcomm постачався з MIUI 8 на базі Android 6.0.1, який був оновлений до MIUI 11 на базі Android 7.0 Nougat.

## Порівняння варіантів
| Назва                      | Кодова назва | Дисплей  | Розрішення | Дата випуску | SoC                              | ОЗП  | Вбудована пам'ять | LTE | Камера | Фронтальна камера | Акумулятор                                        | Операційна система                                         | Версії MIUI                       |
| -------------------------- | ------------ | -------- | ---------- | ------------ | -------------------------------- | ---- | ----------------- | --- | ------ | ----------------- | ------------------------------------------------- | ---------------------------------------------------------- | --------------------------------- |
| Redmi Note 4               | nikel        | IPS 5.5" | HD 1080p   | червень 2016 | Mediatek Helio X20 10x 2.1 ГГц   | 3 ГБ | 32 ГБ             | Так | 13 Мп  | 5 Мп              | 4100 мА·год (типовий) / 4000 мА·год (мінімальний) | MIUI 10 Android 6.0 Початкова MIUI 8                       | Китайська, глобальна та Xiaomi.eu |
| Redmi Note 4               | nikel        | IPS 5.5" | HD 1080p   | червень 2016 | Mediatek Helio X20 10x 2.1 ГГц   | 3 ГБ | 64 ГБ             | Так | 13 Мп  | 5 Мп              | 4100 мА·год (типовий) / 4000 мА·год (мінімальний) | MIUI 10 Android 6.0 Початкова MIUI 8                       | Китайська, глобальна та Xiaomi.eu |
| Redmi Note 4               | nikel        | IPS 5.5" | HD 1080p   | червень 2016 | Mediatek Helio X20 10x 2.1 ГГц   | 4 ГБ | 64 ГБ             | Так | 13 Мп  | 5 Мп              | 4100 мА·год (типовий) / 4000 мА·год (мінімальний) | MIUI 10 Android 6.0 Початкова MIUI 8                       | Китайська                         |
| Redmi Note 4X Redmi Note 4 | mido         | IPS 5.5" | HD 1080p   | січень 2017  | Qualcomm Snapdragon 625 8x 2 ГГц | 3 ГБ | 16 ГБ             | Так | 13 Мп  | 5 Мп              | 4100 мА·год (типовий) / 4000 мА·год (мінімальний) | MIUI 11 Android 7.0 Початкова MIUI 8 на базі Android 6.0.1 | Китайська, глобальна та Xiaomi.eu |
| Redmi Note 4X Redmi Note 4 | mido         | IPS 5.5" | HD 1080p   | січень 2017  | Qualcomm Snapdragon 625 8x 2 ГГц | 3 ГБ | 32 ГБ             | Так | 13 Мп  | 5 Мп              | 4100 мА·год (типовий) / 4000 мА·год (мінімальний) | MIUI 11 Android 7.0 Початкова MIUI 8 на базі Android 6.0.1 | Китайська, глобальна та Xiaomi.eu |
| Redmi Note 4X Redmi Note 4 | mido         | IPS 5.5" | HD 1080p   | січень 2017  | Qualcomm Snapdragon 625 8x 2 ГГц | 4 ГБ | 64 ГБ             | Так | 13 Мп  | 5 Мп              | 4100 мА·год (типовий) / 4000 мА·год (мінімальний) | MIUI 11 Android 7.0 Початкова MIUI 8 на базі Android 6.0.1 | Глобальна та Xiaomi.eu            |

## Прийом
Смартфон отримав в основному позитивні відгуки після його запуску через його кращий час автономної роботи, відмінне співвідношення ціна-якість і відмінну повсякденну роботу. 
GSMArena заявляє: "Snapdragon 625 Redmi Note 4 (X), який ми вважаємо кінцевим чипсетом середнього класу для цього покоління, забезпечує відмінну продуктивність з великою енергоефективністю і тепловими властивостями.  Час роботи від батареї цього телефону падає, система MIUI працює плавно, а камера добре працює у всіх випадках.  Всі ці ласощі з'являються в міцному металевому корпусі, що додає вже величезному значенню Redmi Note 4 (X). "  Крім того, в огляді пристроїв GSMArena, випуск телефону Snapdragon набрав набагато краще співвідношення контрастності 1500: 1, 484 максимальної яскравості й відмінну точність кольору для класу.  
Згідно з AndroidAuthority: "The Redmi Note 4 (X) не є досконалою, але це добре округлений пакет, який не вагається рекомендувати всім, хто шукає бюджетний або середній смартфон. Укомплектована акуратним корпусом, смартфон виконує усі заявлені  функції та є переконливим смартфоном, що має велике значення для грошей." 

## Галерея

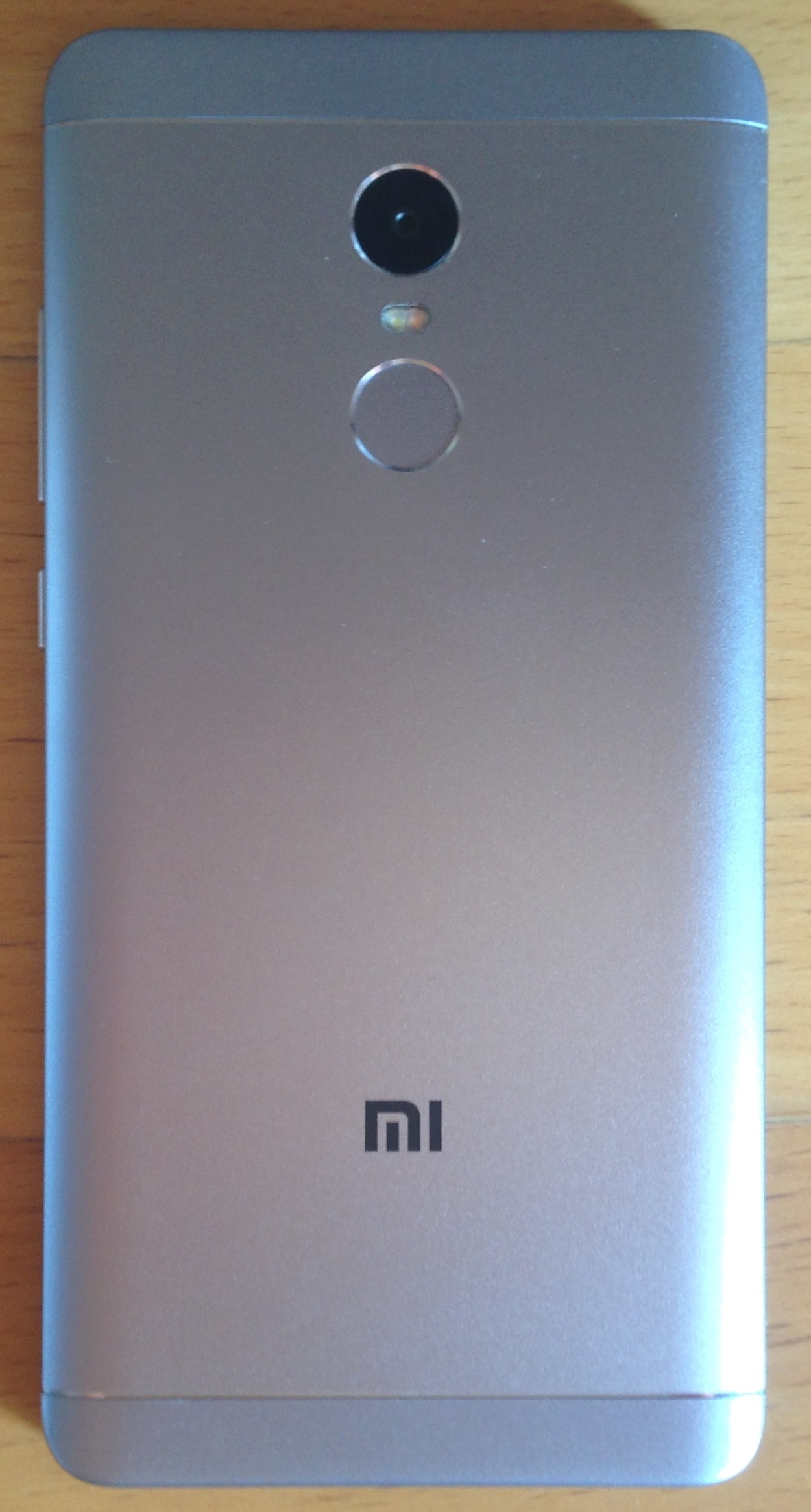
Задня частина срібного Redmi Note 4X
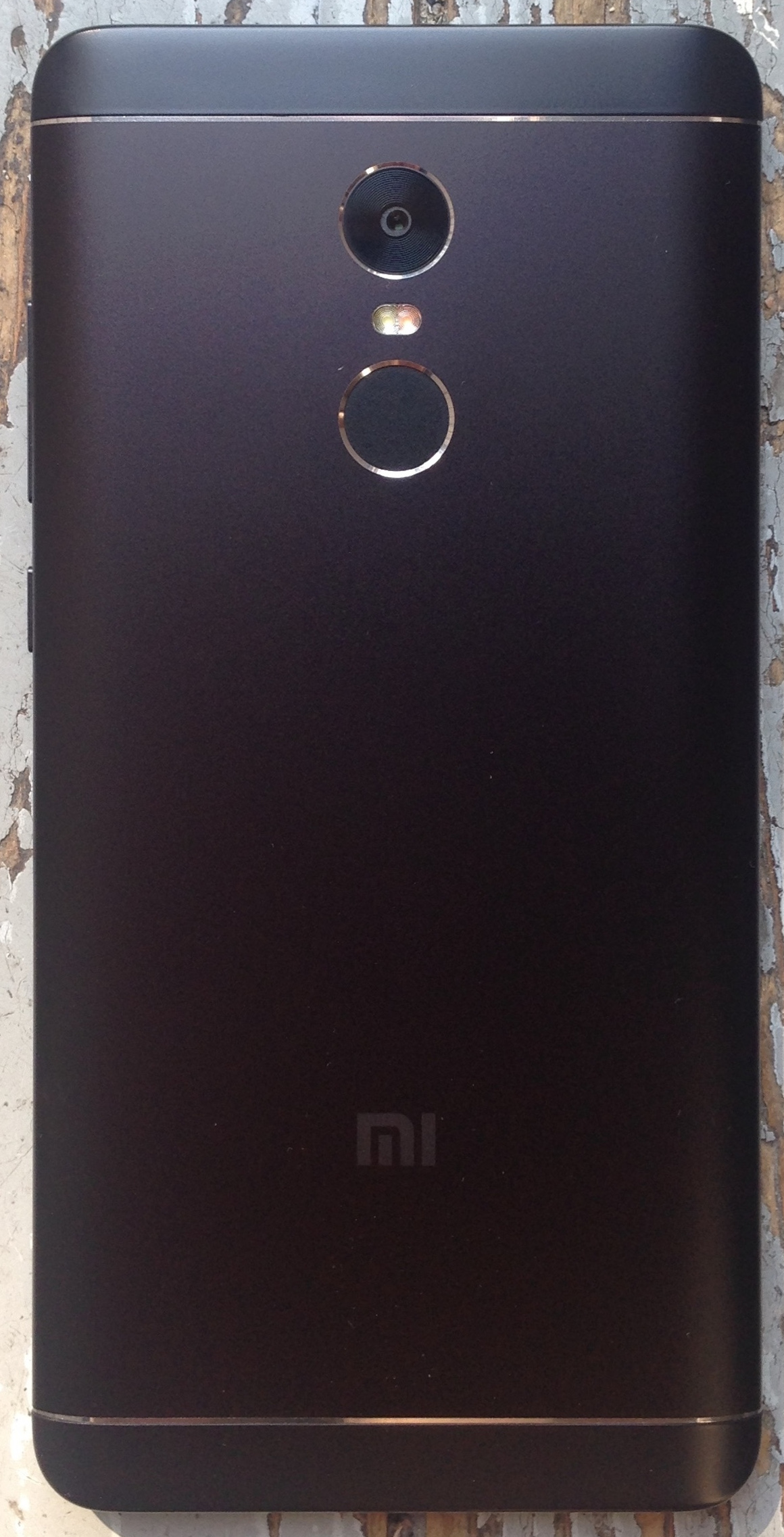
Задня частина чорного Redmi Note 4X
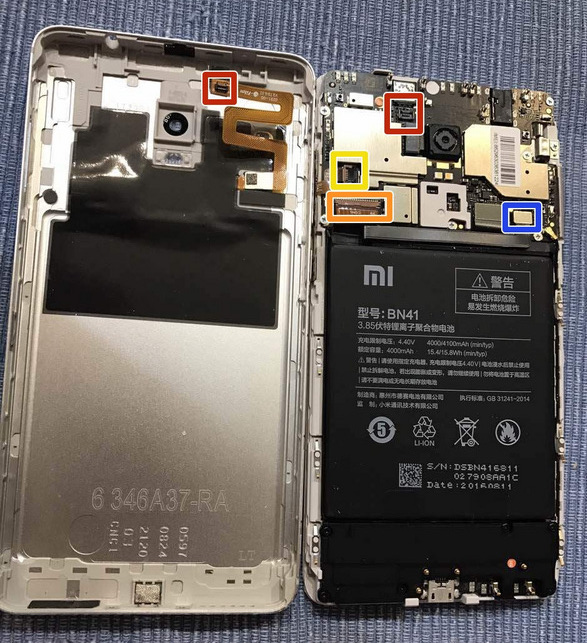
Redmi Note 4 розібраний
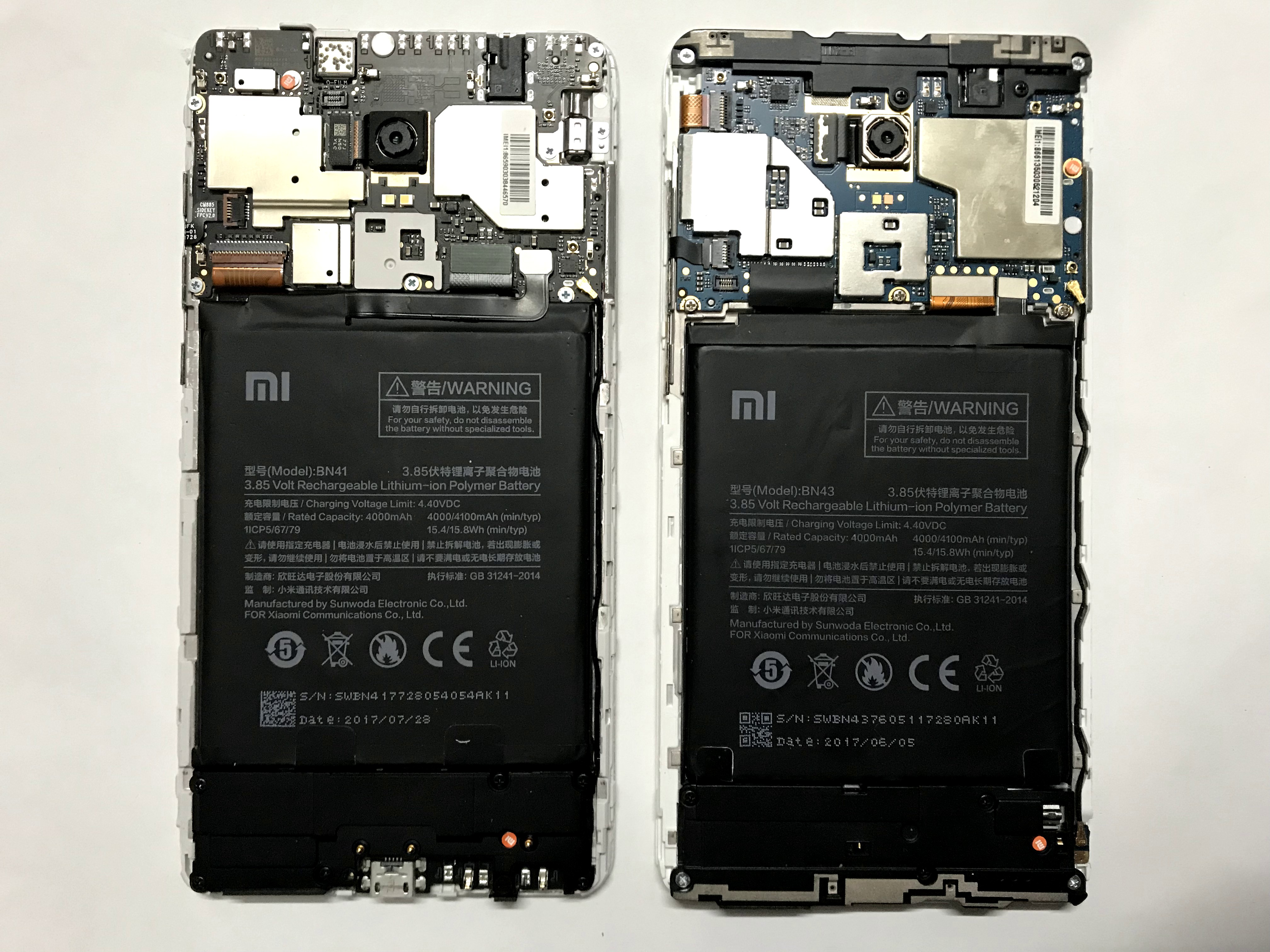
Розібрані Redmi Note 4 (X) версія MTK (ліворуч) та версія Qcom (праворуч)